# Jonathan Livingston Seagull (album)
Jonathan Livingston Seagull è album discografico di colonna sonora del cantautore statunitense Neil Diamond, pubblicato nel 1973 e inserito nel film Il gabbiano Jonathan.

## Tracce
Lato 1
Musiche di Neil Diamond.
1. Prologue – 3:19
2. Be – 6:28
3. Flight Of The Gull – 2:23
4. Dear Father – 5:12
5. Skybird – 1:12
6. Lonely Looking Sky – 3:12

Lato 2
Musiche di Neil Diamond.
1. The Odyssey (Be – Lonely Looking Sky – Dear Father) – 9:28
2. Anthem – 3:03
3. Be – 1:06
4. Skybird – 2:18
5. Dear Father – 1:14
6. Be – 3:26

## Classifiche e certificazioni
- Billboard 200 - #2[3]

- RIAA - doppio disco di platino[4]